# Wereldkampioenschappen kunstschaatsen 1947
De Wereldkampioenschappen kunstschaatsen 1947 werden gevormd door drie toernooien die door de Internationale Schaatsunie werden georganiseerd.
Na zeven jaar onderbreking van de kampioenschappen vanwege de Tweede Wereldoorlog organiseerde de ISU het eerste naoorlogse WK kunstschaatsen. Vanaf dit jaar zouden de kampioenschappen bij de mannen, vrouwen en paren altijd tegelijkertijd één stad worden gehouden.
Voor de mannen was het de 38e editie, voor de vrouwen de 28e editie en voor de paren de 26e editie. De kampioenschappen vonden plaats van 13 tot en met 17 februari in Stockholm, Zweden. Stockholm was de eerste stad die voor de elfde maal als gaststad optrad, voor Zweden gold dit als gastland. De mannen streden voor de zevende keer om de wereldtitel in Stockholm, de vrouwen voor de zesde keer en de paren voor de vierde keer.

## Deelname
Er namen deelnemers uit twaalf landen deel aan deze kampioenschappen. Zij vulden 35 startplaatsen in. Voor het eerst nam er een vertegenwoordiger van het Zuidelijk halfrond deel, uit Australië nam Patricia Molony deel in het vrouwentoernooi. Australië was het 21e land waarvan ten minste een deelnemer aan een van de WK kampioenschappen deelnam.
Deelnemers uit Duitsland, Japan en Oostenrijk waren uitgesloten van deelname aan deze kampioenschappen.
Drie deelnemers hadden ook al voor de oorlog aan de wereldkampioenschappen deelgenomen. Bij de mannen was dit de Deen Per Cock-Clausen, bij de vrouwen de Britse Daphne Walker en de Zweedse Britta Rahlen.
Voor België kwam er, in navolging van Robert Van Zeebroeck, Yvonne De Ligne-Geurts en Freddy Mésot bij het solo schaatsen, voor het eerst deelnemers bij het paarrijden uit. Het paar Micheline Lannoy / Pierre Baugniet werden wereldkampioen en het paar Suzanne Diskeuve / Edmond Verbustel eindigden op de derde plaats.
(Tussen haakjes het totaal aantal startplaatsen in de drie toernooien.)
| Verenigde Staten (6) Verenigd Koninkrijk (6) Finland (4) Noorwegen (4) | Tsjecho-Slowakije (4) Zweden (3) België (2) Frankrijk (2) | Australië (1) Denemarken (1) Canada (1) Zwitserland (1) |

## Medailleverdeling
Bij de mannen werd Hans Gerschwiler de twaalfde wereldkampioen. Hij was de eerste Zwitser die de wereldtitel behaalde. Het was de tweede WK medaille voor Zwitserland bij de mannen, in 1930 won Georg Gautschi de bronzen medaille. Richard Button en Arthur Apfel wonnen respectievelijk zilver en brons.
Bij de vrouwen werd Barbara Ann Scott de achtste wereldkampioene. Zij was de eerste Canadese die de wereldtitel behaalde. Het was de derde Canadese WK medaille bij de vrouwen, in 1930 won Cecil Smith zilver en in 1932 Constance Wilson-Samuel brons. Daphne Walker veroverde haar tweede medaille, in 1939 werd ze derde. Gretchen Merrill won de bronzen medaille.
Bij de paren veroverden Lannoy / Baugniet als elfde paar de wereldtitel. Het was de eerste wereldtitel voor België in het kunstschaatsen. Broer en zus Kennedy behaalden de zilveren medaille, het paar Diskeuve / Verbustel de bronzen medaille.
| Discipline | Goud                               | Zilver                        | Brons                               |
| ---------- | ---------------------------------- | ----------------------------- | ----------------------------------- |
| Mannen     | Hans Gerschwiler                   | Richard Button                | Arthur Apfel                        |
| Vrouwen    | Barbara Ann Scott                  | Daphne Walker                 | Gretchen Merrill                    |
| Paren      | Micheline Lannoy / Pierre Baugniet | Karol Kennedy / Peter Kennedy | Suzanne Diskeuve / Edmond Verbustel |

## Uitslagen
| #      | naam (deelname)      | land                                  | pc |
| ------ | -------------------- | ------------------------------------- | -- |
| Goud   | Hans Gerschwiler     | Vlag van Zwitserland                  | 7  |
| Zilver | Richard Button       | Vlag van Verenigde Staten (1912-1959) | 8  |
| Brons  | Arthur Apfel         | Vlag van Verenigd Koninkrijk          | 16 |
| 4      | Vladislav Čáp        | Vlag van Tsjecho-Slowakije            | 20 |
| 5      | Per Cock-Clausen (3) | Vlag van Denemarken                   | 24 |

| #      | naam (deelname)       | land                                  | pc  |
| ------ | --------------------- | ------------------------------------- | --- |
| Goud   | Barbara Ann Scott     | Vlag van Canada 1921-1957             | 10  |
| Zilver | Daphne Walker (3)     | Vlag van Verenigd Koninkrijk          | 22  |
| Brons  | Gretchen Merrill      | Vlag van Verenigde Staten (1912-1959) | 32  |
| 4      | Eileen Sleigh         | Vlag van Verenigde Staten (1912-1959) | 50  |
| 5      | Jeannette Altwegg     | Vlag van Verenigd Koninkrijk          | 53  |
| 6      | Janette Ahrens        | Vlag van Verenigde Staten (1912-1959) | 58  |
| 7      | Alena Vrzáňová        | Vlag van Tsjecho-Slowakije            | 61  |
| 8      | Bridget Shirley Adams | Vlag van Verenigd Koninkrijk          | 71  |
| 9      | Britta Rahlen         | Vlag van Zweden                       | 72  |
| 10     | Jiřína Nekolová       | Vlag van Tsjecho-Slowakije            | 80  |
| 11     | Jill Linzee           | Vlag van Verenigd Koninkrijk          | 88  |
| 12     | Patricia Molony       | Vlag van Australië                    | 109 |
| 13     | Gun Ericson           | Vlag van Zweden                       | 116 |
| 14     | Liv Borg              | Vlag van Noorwegen                    | 124 |
| 15     | Ingeborg Nilsson      | Vlag van Noorwegen                    | 138 |
| 16     | Leena Pietilä         | Vlag van Finland (1918-1978)          | 143 |
| 17     | Kirsti Linna          | Vlag van Finland (1918-1978)          | 159 |
| 18     | Liisa Helanterä       | Vlag van Finland (1918-1978)          | 160 |
| 19     | Harriet Pantanenius   | Vlag van Finland (1918-1978)          | 164 |

| Elf paren uit zeven landen namen dit jaar deel aan het WK. Voor zes paren was het hun enige deelname aan het WK. \| # \| naam (deelname) \| land \| pc \| \| ------ \| ----------------------------------------- \| ------------------------------------- \| ---- \| \| Goud \| Micheline Lannoy Pierre Baugniet \| Vlag van België \| 16 \| \| Zilver \| Karol Kennedy Peter Kennedy \| Vlag van Verenigde Staten (1912-1959) \| 19.5 \| \| Brons \| Suzanne Diskeuve Edmond Verbustel \| Vlag van België \| 25.5 \| \| 4 \| Winifred Silverthorne Dennis Silverthorne \| Vlag van Verenigd Koninkrijk \| 25.5 \| \| 5 \| Britta Rahlen (3) Bo Mothander \| Vlag van Zweden \| 38 \| \| 6 \| Doris Noffke Walter Noffke \| Vlag van Verenigde Staten (1912-1959) \| 43.5 \| \| 7 \| Denise Fayolle Guy Pigier \| Vlag van Frankrijk \| 48 \| \| 8 \| Bela Zachová Jaroslav Zach \| Vlag van Tsjecho-Slowakije \| 52 \| \| 9 \| Margot Walle Allan Fjeldheim \| Vlag van Noorwegen \| 58 \| \| 10 \| Denise Favart Jacques Favart \| Vlag van Frankrijk \| 59.5 \| \| 11 \| Marit Henie Erling Bjerkhoel \| Vlag van Noorwegen \| 76.5 \| |                                           |                                       |      |
| # | naam (deelname)                           | land                                  | pc   |
| Goud | Micheline Lannoy Pierre Baugniet          | Vlag van België                       | 16   |
| Zilver | Karol Kennedy Peter Kennedy               | Vlag van Verenigde Staten (1912-1959) | 19.5 |
| Brons | Suzanne Diskeuve Edmond Verbustel         | Vlag van België                       | 25.5 |
| 4 | Winifred Silverthorne Dennis Silverthorne | Vlag van Verenigd Koninkrijk          | 25.5 |
| 5 | Britta Rahlen (3) Bo Mothander            | Vlag van Zweden                       | 38   |
| 6 | Doris Noffke Walter Noffke                | Vlag van Verenigde Staten (1912-1959) | 43.5 |
| 7 | Denise Fayolle Guy Pigier                 | Vlag van Frankrijk                    | 48   |
| 8 | Bela Zachová Jaroslav Zach                | Vlag van Tsjecho-Slowakije            | 52   |
| 9 | Margot Walle Allan Fjeldheim              | Vlag van Noorwegen                    | 58   |
| 10 | Denise Favart Jacques Favart              | Vlag van Frankrijk                    | 59.5 |
| 11 | Marit Henie Erling Bjerkhoel              | Vlag van Noorwegen                    | 76.5 |

Medaillewinnaars

Mannen · 
Vrouwen ·
Paren · 
IJsdansen

 Toernooi

1896 · 
1897 · 
1898 · 
1899 · 
1900 · 
1901 · 
1902 · 
1903 · 
1904 · 
1905 · 
1906 · 
1907 · 
1908 · 
1909 · 
1910 · 
1911 · 
1912 · 
1913 · 
1914 · 
1915-1921 · 
1922 · 
1923 · 
1924 · 
1925 · 
1926 · 
1927 · 
1928 · 
1929 · 
1930 · 
1931 · 
1932 · 
1933 · 
1934 · 
1935 · 
1936 · 
1937 · 
1938 · 
1939 ·
1940-1946 · 
1947 · 
1948 · 
1949 · 
1950 · 
1951 · 
1952 · 
1953 · 
1954 · 
1955 · 
1956 · 
1957 · 
1958 · 
1959 · 
1960 · 
1961 · 
1962 · 
1963 · 
1964 · 
1965 · 
1966 · 
1967 · 
1968 · 
1969 · 
1970 · 
1971 · 
1972 · 
1973 · 
1974 · 
1975 · 
1976 · 
1977 · 
1978 · 
1979 · 
1980 · 
1981 · 
1982 · 
1983 · 
1984 · 
1985 · 
1986 · 
1987 · 
1988 · 
1989 · 
1990 · 
1991 · 
1992 · 
1993 · 
1994 · 
1995 ·
1996 · 
1997 · 
1998 · 
1999 · 
2000 · 
2001 · 
2002 · 
2003 · 
2004 · 
2005 · 
2006 ·
2007 ·
2008 ·
2009 ·
2010 ·
2011 ·
2012 ·
2013 ·
2014 ·
2015 ·
2016 ·
2017 ·
2018 ·
2019 · 
2020 · 
2021 ·
2022 ·
2023 ·
2024

 ISU-kampioenschappen

WK kunstschaatsen junioren ·
EK kunstschaatsen ·
Viercontinentenkampioenschap ·
Olympische Spelen